# Danh sách tập phim Hannah Montana
Dưới đây là danh sách các tập trong series phim sitcom Hannah Montana, được ra mắt trên kênh Disney vào ngày 24 tháng 3 năm 2006. Phim được sáng lập bởi Michael Poryes, Richard Correll và Barry O'Brien, phim nói về cuộc sống của một nữ sinh trung học ban ngày là Miley Stewart (diễn xuất bởi Miley Cyrus) trở thành ngôi sao ca nhạc quốc tế Hannah Montana vào ban đêm, và không ai biết được điều đó trừ gia đình cô và một vài người bạn thân.
Tất cả 98 tập phim đã được phát sóng.

## Tổng quan về bộ phim
| Phần | Số tập | Ngày phát sóng chính thức (tại Mĩ) | Ngày phát sóng chính thức (tại Mĩ) |
| Phần | Số tập | Tập đầu                            | Tập cuối                           |
| ---- | ------ | ---------------------------------- | ---------------------------------- |
| 1    | 26     | 24 tháng 3 năm 2006                | 30 tháng 3 năm 2007                |
| 2    | 29     | 23 tháng 4 năm 2007                | 12 tháng 10 năm 2008               |
| 3    | 30     | 2 tháng 11 năm 2008                | 14 tháng 3 năm 2010                |
| 4    | 13     | 11 tháng 7 năm 2010                | 16 tháng 1 năm 2011                |
| Phim | 2 phim |                                    |                                    |

## Phần 1: 2006–07
| Series # | Tập # | Tên                                                      | Đạo diễn                                                                       | Biên kịch             | Ngày phát sóng chính thức | Mã sản xuất |
| -------- | ----- | -------------------------------------------------------- | ------------------------------------------------------------------------------ | --------------------- | ------------------------- | ----------- |
| 1        | 1     | Lilly, Do You Want to Know a Secret?                     | Michael Poryes Rich Correll Barry O'Brien                                      | Lee Shallat-Chemel    | 24 tháng 3 năm 2006       | 101         |
| 2        | 2     | Miley Get Your Gum                                       | Michael Poryes                                                                 | David Kendall         | 31 tháng 3 năm 2006       | 103         |
| 3        | 3     | She's a Supersneak                                       | Kim Friese                                                                     | David Kendall         | 7 tháng 4 năm 2006        | 105         |
| 4        | 4     | I Can't Make You Love Hannah if You Don't                | Kim Friese                                                                     | Roger S. Christansen  | 14 tháng 4 năm 2006       | 108         |
| 5        | 5     | It's My Party and I'll Lie if I Want To                  | Douglas Lieblein                                                               | Roger S. Christiansen | 21 tháng 4 năm 2006       | 102         |
| 6        | 6     | Grandma Don't Let Your Babies Grow Up to Play Favorites  | Douglas Lieblein                                                               | Roger S. Christansen  | 28 tháng 4 năm 2006       | 109         |
| 7        | 7     | It's a Mannequin's World                                 | Howard Meyers                                                                  | Roger S. Christansen  | 12 tháng 5 năm 2006       | 110         |
| 8        | 8     | Mascot Love                                              | Sally Lapiduss                                                                 | Roger S. Christansen  | 26 tháng 5 năm 2006       | 111         |
| 9        | 9     | Ooo, Ooo, Itchy Woman                                    | Gary Dontzig Steven Peterman                                                   | David Kendall         | 10 tháng 6 năm 2006       | 104         |
| 10       | 10    | Say, Can You Remember the Words?                         | Sally Lapiduss                                                                 | Lee Shallat-Chemel    | 30 tháng 6 năm 2006       | 113         |
| 11       | 11    | Oops! I Meddled Again!                                   | Lisa Albert                                                                    | Chip Hurd             | 15 tháng 7 năm 2006       | 107         |
| 12       | 12    | On the Road Again?                                       | Steven James Meyer                                                             | Roger S. Christiansen | 28 tháng 7 năm 2006       | 112         |
| 13       | 13    | You're So Vain, You Probably Think This Zit is About You | Todd J. Greenwald                                                              | Chip Hurd             | 12 tháng 8 năm 2006       | 106         |
| 14       | 14    | New Kid in School                                        | Todd J. Greenwald                                                              | Kenneth Shapiro       | 18 tháng 8 năm 2006       | 114         |
| 15       | 15    | More Than a Zombie to Me                                 | Steven Peterman                                                                | Roger S. Christiansen | 8 tháng 9 năm 2006        | 116         |
| 16       | 16    | Good Golly, Miss Dolly                                   | Sally Lapiduss                                                                 | Roger S. Christiansen | 29 tháng 9 năm 2006       | 118         |
| 17       | 17    | Torn Between Two Hannahs                                 | Todd J. Greenwald (Teleplay) Valerie Ahern & Christian McLaughlin (Cốt truyện) | Roger S. Christiansen | 14 tháng 10 năm 2006      | 126         |
| 18       | 18    | People Who Use People                                    | Michael Poryes                                                                 | Shannon Flynn         | 3 tháng 11 năm 2006       | 119         |
| 19       | 19    | Money for Nothing, Guilt for Free                        | Heather Wordham                                                                | Roger S. Christiansen | 26 tháng 11 năm 2006      | 115         |
| 20       | 20    | Debt It Be                                               | Heather Wordham Sally Lapiduss                                                 | Roger S. Christiansen | 1 tháng 12 năm 2006       | 120         |
| 21       | 21    | My Boyfriend's Jackson and There's Gonna Be Trouble      | Andrew Green Sally Lapiduss                                                    | Roger S. Christiansen | 1 tháng 1 năm 2007        | 124         |
| 22       | 22    | We Are Family---Now Get Me Some Water!                   | Jay J. Demopoulos Andrew Green                                                 | Roger S. Christiansen | 7 tháng 1 năm 2007        | 122         |
| 23       | 23    | Schooly Bully                                            | Douglas Lieblein Heather Wordham                                               | Roger S. Christiansen | 19 tháng 1 năm 2007       | 125         |
| 24       | 24    | The Idol Side of Me                                      | Douglas Lieblein                                                               | Fred Savage           | 9 tháng 2 năm 2007        | 117         |
| 25       | 25    | Smells Like Teen Sellout                                 | Heather Wordham                                                                | Sheldon Epps          | 2 tháng 3 năm 2007        | 123         |
| 26       | 26    | Bad Moose Rising                                         | Douglas Lieblein Steven James Meyer                                            | Roger S. Christiansen | 30 tháng 3 năm 2007       | 121         |

## Phần 2: 2007–08
| Series # | Tập # | Tên                                          | Đạo diễn              | Biên kịch                                                      | Ngày phát sóng chính thức | Mã sản xuất |
| -------- | ----- | -------------------------------------------- | --------------------- | -------------------------------------------------------------- | ------------------------- | ----------- |
| 27       | 1     | Me and Rico Down by the Schoolyard           | Roger S. Christansen  | Heather Wordham                                                | 23 tháng 4 năm 2007       | 203         |
| 28       | 2     | Cuffs Will Keep Us Together                  | Roger S. Christiansen | Steven Peterman                                                | 24 tháng 4 năm 2007       | 201         |
| 29       | 3     | You Are So Sue-able to Me                    | Roger S. Christiansen | Sally Lapiduss                                                 | 25 tháng 4 năm 2007       | 202         |
| 30       | 4     | Get Down, Study-udy-udy                      | Roger S. Christiansen | Andrew Green                                                   | 26 tháng 4 năm 2007       | 204         |
| 31       | 5     | I Am Hannah, Hear Me Croak                   | Roger S. Christiansen | Michael Poryes                                                 | 27 tháng 4 năm 2007       | 206         |
| 32       | 6     | You Gotta Not Fight for Your Right to Party  | Jody Margolin Hahn    | Steven James Meyer                                             | 4 tháng 5 năm 2007        | 207         |
| 33       | 7     | My Best Friend's Boyfriend                   | Roger S. Christiansen | Jay J. Demopoulos                                              | 18 tháng 5 năm 2007       | 209         |
| 34       | 8     | Take This Job and Love It                    | Roger S. Christiansen | Sally Lapiduss                                                 | 16 tháng 6 năm 2007       | 210         |
| 35       | 9     | Jakey Heart (Phần 1)                         | Rich Correll          | Douglas Lieblein                                               | 24 tháng 6 năm 2007       | 211         |
| 36       | 10    | Achy Jakey Heart (Phần 2)                    | Rich Correll          | Douglas Lieblein                                               | 24 tháng 6 năm 2007       | 212         |
| 37       | 11    | Sleepwalk This Way                           | Roger S. Christansen  | Heather Wordham                                                | 7 tháng 7 năm 2007        | 213         |
| 38       | 12    | When You Wish You Were the Star              | Roger S. Christansen  | Lieblein                                                       | 14 tháng 7 năm 2007       | 205         |
| 39       | 13    | I Want You to Want Me... to Go to Florida    | Roger S. Christansen  | Michael Poryes                                                 | 21 tháng 7 năm 2007       | 208         |
| 40       | 14    | Everybody Was Best-Friend Fighting           | Jody Margolin Hahn    | Sally Lapiduss                                                 | 29 tháng 7 năm 2007       | 215         |
| 41       | 15    | Song Sung Bad                                | Roger S. Christiansen | Ingrid Escajeda                                                | 4 tháng 8 năm 2007        | 214         |
| 42       | 16    | Me and Mr. Jonas and Mr. Jonas and Mr. Jonas | Mark Cendrowski       | Douglas Lieblein                                               | 17 tháng 8 năm 2007       | 217         |
| 43       | 17    | Don't Stop 'Til You Get the Phone            | Rich Correll          | Michael Poryes                                                 | 21 tháng 9 năm 2007       | 222         |
| 44       | 18    | That's What Friends Are For?                 | Mark Cendrowski       | Douglas Lieblein                                               | 19 tháng 10 năm 2007      | 224         |
| 45       | 19    | Lilly's Mom Has Got It Goin' On              | Jody Margolin Hahn    | Norm Gunzenhauser                                              | 10 tháng 11 năm 2007      | 216         |
| 46       | 20    | I Will Always Loathe You                     | Roger S. Christiansen | Michael Poryes                                                 | 7 tháng 12 năm 2007       | 218         |
| 47       | 21    | Bye Bye Ball                                 | Sean Lambert          | Heather Wordham                                                | 13 tháng 1 năm 2008       | 220         |
| 48       | 22    | (We're So Sorry) Uncle Earl                  | Rich Correll          | Robin J. Stein                                                 | 21 tháng 3 năm 2008       | 226         |
| 49       | 23    | The Way We Almost Weren't                    | Rich Correll          | Andrew Green                                                   | 4 tháng 5 năm 2008        | 219         |
| 50       | 24    | You Didn't Say It Was Your Birthday          | Rich Correll          | Heather Wordham                                                | 6 tháng 7 năm 2008        | 225         |
| 51       | 25    | Hannah in the Streets with Diamonds          | Roger S. Christiansen | Jay J. Demopoulos Steven James Meyer                           | 20 tháng 7 năm 2008       | 228         |
| 52       | 26    | Yet Another Side of Me                       | Shannon Flynn         | Andrew Green Sally Lapiduss (Teleplay) Heather Wordham (Story) | 3 tháng 8 năm 2008        | 229         |
| 53       | 27    | The Test of My Love                          | Rich Correll          | Jay J. Demopoulos                                              | 31 tháng 8 năm 2008       | 221         |
| 54       | 28    | Joannie B. Goode                             | Rondell Sheridan      | Andrew Green                                                   | 14 tháng 9 năm 2008       | 227         |
| 55       | 29    | We're All on This Date Together              | Roger S. Christiansen | Steven Peterman                                                | 12 tháng 10 năm 2008      | 230         |
| -        | 30    | No Sugar, Sugar                              | Art Manke             | Sally Lapiduss                                                 | N/A                       | 223         |

## Phần 3: 2008–10
| Series # | Tập # | Tên                                                                          | Đạo diễn              | Biên kịch                              | Ngày phát sóng chính thức | Mã sản xuất |
| -------- | ----- | ---------------------------------------------------------------------------- | --------------------- | -------------------------------------- | ------------------------- | ----------- |
| 56       | 1     | "He Ain't a Hottie, He's My Brother"                                         | Rich Correll          | Steven James Meyer                     | 2 tháng 11 năm 2008       | 302         |
| 57       | 2     | "Ready, Set, Don't Drive"                                                    | Rich Correll          | Jay J. Demopoulos                      | 9 tháng 11 năm 2008       | 301         |
| 58       | 3     | "Don't Go Breaking My Tooth"                                                 | Rich Correll          | Michael Poryes                         | 16 tháng 11 năm 2008      | 303         |
| 59       | 4     | "You Never Give Me My Money"                                                 | Roger S. Christansen  | Andrew Green                           | 23 tháng 11 năm 2008      | 305         |
| 60       | 5     | "Killing Me Softly with His Height"                                          | Rich Correll          | Steven Peterman                        | 14 tháng 12 năm 2008      | 306         |
| 61       | 6     | "Would I Lie to You, Lilly?"                                                 | Shelley Jensen        | Michael Poryes                         | 11 tháng 1 năm 2009       | 308         |
| 62       | 7     | "You Gotta Lose That Job"                                                    | Steve Zuckerman       | Heather Wordham                        | 16 tháng 2 năm 2009       | 307         |
| 63       | 8     | "Welcome to the Bungle"                                                      | Shelley Jensen        | Steven Peterman                        | 1 tháng 3 năm 2009        | 309         |
| 64       | 9     | "Papa's Got a Brand New Friend"                                              | Shelley Jensen        | Maria Brown-Gallenberg                 | 8 tháng 3 năm 2009        | 310         |
| 65       | 10    | "Cheat It"                                                                   | Shannon Flynn         | Jay J. Demopoulos Steven James Meyer   | 15 tháng 3 năm 2009       | 311         |
| 66       | 11    | "Knock Knock Knockin' on Jackson's Head"                                     | Rich Correll          | Andrew Green                           | 22 tháng 3 năm 2009       | 312         |
| 67       | 12    | "You Give Lunch a Bad Name"                                                  | Rich Correll          | Heather Wordham                        | 29 tháng 3 năm 2009       | 314         |
| 68       | 13    | "What I Don't Like About You"                                                | Rich Correll          | Douglas Lieblein                       | 19 tháng 4 năm 2009       | 315         |
| 69       | 14    | "Promma Mia"                                                                 | Rich Correll          | Heather Wordham                        | 3 tháng 5 năm 2009        | 320         |
| 70       | 15    | "Once, Twice, Three Times Afraidy"                                           | Shannon Flynn         | Jay J. Demopoulos Steven James Meyer   | 17 tháng 5 năm 2009       | 317         |
| 71       | 16    | "Jake... Another Little Piece of My Heart"                                   | Roger S. Christiansen | Douglas Lieblein                       | 7 tháng 6 năm 2009        | 304         |
| 72       | 17    | "Miley Hurt the Feelings of the Radio Star"                                  | Rich Correll          | Maria Brown-Gallenberg                 | 14 tháng 6 năm 2009       | 313         |
| 73       | 18    | "He Could Be the One"                                                        | Rich Correll          | Maria Brown-Gallenberg Heather Wordham | 5 tháng 7 năm 2009        | 326/327     |
| 74       | 19    | "Super(stitious) Girl" (Part three of "Wizards on Deck with Hannah Montana") | Rich Correll          | Michael Poryes Steven Peterman         | 17 tháng 7 năm 2009       | 316         |
| 75       | 20    | "I Honestly Love You (No, Not You)"                                          | Shannon Flynn         | Andrew Green                           | 26 tháng 7 năm 2009       | 318         |
| 76       | 21    | "For (Give) a Little Bit"                                                    | Rich Correll          | Maria Brown-Gallenberg                 | 9 tháng 8 năm 2009        | 319         |
| 77       | 22    | "B-B-B-Bad to the Chrome"                                                    | Shannon Flynn         | Jay J. Demopoulos Steven James Meyer   | 23 tháng 8 năm 2009       | 322         |
| 78       | 23    | "Uptight (Oliver's Alright)"                                                 | Art Manke             | Sally Lapiduss                         | 20 tháng 9 năm 2009       | 223         |
| 79       | 24    | "Judge Me Tender"                                                            | Bob Koherr            | Andrew Green                           | 18 tháng 10 năm 2009      | 323         |
| 80       | 25    | "Can't Get Home to You Girl"                                                 | Bob Koherr            | Tom Seeley                             | 8 tháng 11 năm 2009       | 324         |
| 81       | 26    | "Come Fail Away"                                                             | Rich Correll          | Douglas Lieblein                       | 6 tháng 12 năm 2009       | 325         |
| 82       | 27    | "Got to Get Her Out of My House"                                             | Rich Correll          | Douglas Lieblein                       | 10 tháng 1 năm 2010       | 321         |
| 83       | 28    | "The Wheel Near My Bed (Keeps on Turnin')"                                   | Bob Koherr            | Jay J. Demopoulos Steven James Meyer   | 21 tháng 2 năm 2010       | 328         |
| 84       | 29    | "Miley Says Goodbye? Part 1"                                                 | Rich Correll          | Michael Poryes Steven Peterman         | 7 tháng 3 năm 2010        | 329         |
| 85       | 30    | "Miley Says Goodbye? Part 2"                                                 | Rich Correll          | Michael Poryes Steven Peterman         | 14 tháng 3 năm 2010       | 330         |

## Phần 4: 2010–11
| Series # | Tập # | Tên                                                  | Đạo diễn                                   | Biên kịch                                            | Ngày phát sóng chính thức | Mã sản xuất |
| -------- | ----- | ---------------------------------------------------- | ------------------------------------------ | ---------------------------------------------------- | ------------------------- | ----------- |
| 86       | 1     | "Sweet Home Hannah Montana"                          | Bob Koherr                                 | Michael Poryes Steven Peterman                       | 11 tháng 7 năm 2010       | 402         |
| 87       | 2     | "Hannah Montana to the Principal's Office"           | Bob Koherr                                 | Steven James Meyer                                   | 18 tháng 7 năm 2010       | 401         |
| 88       | 3     | "California Screamin'"                               | Bob Koherr                                 | Jay J. Demopoulos                                    | 25 tháng 7 năm 2010       | 403         |
| 89       | 4     | "De-Do-Do-Do, Da-Don't-Don't, Don't, Tell My Secret" | Adam Weissman                              | Andrew Green                                         | 1 tháng 8 năm 2010        | 404         |
| 90       | 5     | "It's the End of the Jake as We Know It"             | Shannon Flynn                              | Maria Brown-Gallenberg                               | 8 tháng 8 năm 2010        | 405         |
| 91       | 6     | "Been Here All Along"                                | Adam Weissman                              | Douglas Lieblein                                     | 22 tháng 8 năm 2010       | 407         |
| 92       | 7     | "Love That Let's Go"                                 | Adam Weissman                              | Heather Wordham                                      | 12 tháng 9 năm 2010       | 406         |
| 93       | 8     | "Hannah's Gonna Get This"                            | Bob Koherr                                 | Steven James Meyer (Teleplay) Donna Jatho (Story)    | 3 tháng 10 năm 2010       | 408         |
| 94       | 9     | "I'll Always Remember You"                           | Bob Koherr (Part 1) Shannon Flynn (Part 2) | Andrew Green Maria Brown-Gallenberg                  | 7 tháng 11 năm 2010       | 409-410     |
| 95       | 10    | "Can You See the Real Me?"                           | John D'Incecco                             | Douglas Lieblein                                     | 5 tháng 12 năm 2010       | 411         |
| 96       | 11    | "Kiss It All Goodbye"                                | Shannon Flynn                              | Jay J. Demopoulos (Teleplay) Edward C. Evans (Story) | 19 tháng 12 năm 2010      | 412         |
| 97       | 12    | "I Am Mamaw, Hear Me Roar!"                          | Bob Koherr                                 | Heather Wordham                                      | 9 tháng 1 năm 2011        | 413         |
| 98       | 13    | "Wherever I Go"                                      | Bob Koherr                                 | Michael Poryes Steven Peterman                       | 16 tháng 1 năm 2011       | 414-415     |

## Phim
| Tựa đề                                                      | Đạo diễn        | Biên kịch     | Ngày ra mắt                                                       |
| ----------------------------------------------------------- | --------------- | ------------- | ----------------------------------------------------------------- |
| "Hannah Montana & Miley Cyrus: Best of Both Worlds Concert" | Bruce Hendricks | N/A           | 1 tháng 2 năm 2008 (Tại các rạp chiếu) 26 tháng 7 năm 2008 (TV)   |
| "Hannah Montana: The Movie"                                 | Peter Chelsom   | Dan Berendsen | 10 tháng 4 năm 2009 (Tại các rạp chiếu) 19 tháng 11 năm 2010 (TV) |